# Jean-Michel Capoue
Jean-Michel Capoue (Pointe-à-Pitre, 18 settembre 1972) è un ex calciatore francese, nato in Guadalupa, di ruolo centrocampista.

## Carriera

### Club
Mediano, vanta 87 presenze e 5 reti in Ligue 1 e una presenza in Coppa UEFA.